# 四千金 (電影)
《四千金》是1989年出品的一部香港電影，由陸劍明執導，以愛情喜劇故事作為電影題材，利智、劉嘉玲、王小鳳、郭錦恩、黎明等主演，於1989年3月4日在香港上映。

## 情節介紹
電影以愛情喜劇為題材，故事講述鄭麗芳與鄭麗瓊是一對姊妹，她們從上海來到香港，打算投靠其親戚三叔及三嬸。鄭麗瓊在路途中遇劫，一個名叫錢佩玲的女子出手相助，彼此成為朋友，三人一同來香港。來到香港之後，三人與三叔、三嬸的女兒鄭小娟一見如故，四人就像親生姊妹般，關係融洽。後來，鄭麗瓊在學校認識了湯尼，並與湯尼私奔，鄭麗芳認識了佐志堅和彼得，錢佩玲擔心麗芳被騙，設計試探佐志堅和彼得，鄭小娟結識了羅拔，二人成為歡喜冤家，感情穩固。鄭麗芳失戀之後決定到澳門任職家庭教師，錢佩玲陪伴麗芳前往澳門，她們卻同時認識並愛上一個名叫程振宇的男子。錢佩玲決定退出，成全鄭麗芳，最後她們四人也各自找到情人，成為眷屬。

## 主要角色
- 王小鳳－鄭麗芳
- 郭錦恩－鄭麗瓊
- 劉嘉玲－鄭小娟
- 利智－錢佩玲
- 黎明－湯尼
- 胡楓－三叔，鄭小娟的父親。
- 林翠－三嬸，鄭小娟的母親。
- 爾冬升－程振宇
- 任達華－彼得
- 曹查理－佐志堅
- 朱慧珊－佐志堅的妻子
- 呂良偉－羅拔
- 黃曼凝－咪咪，羅拔的妹妹。
- 陳友－陳武

## 電影歌曲
- 主題曲：《緣分乃屬於你》（作曲：盧冠廷；填詞：潘偉源；監製：黎小田；主唱：利智）

## 外部連結
- 香港影庫上《四千金》的資料（繁體中文）